# Volver a empezar
Volver a empezar (englischer Titel: Starting Over und To Begin Again) ist ein spanischer Film aus dem Jahre 1982. José Luis Garci schrieb das Drehbuch und führte Regie. Der Film erzählt die Geschichte eines Spaniers, der nach vielen Jahren im Exil in seine Heimat zurückkehrt, nachdem er den Nobelpreis für Literatur gewonnen hat. Der Titel bedeutet übersetzt „Nochmal neu anfangen“. Der Film gewann 1982 als erster spanischer Film den Oscar für den besten fremdsprachigen Film. Im deutschsprachigen Raum wurde er nicht veröffentlicht.

## Inhalt
Im Jahre 1981 kehrt der berühmte Schriftsteller Antonio Albajara (Antonio Ferrandis) in seine Heimatstadt Gijón zurück. Hier wird er mit allen Ehren empfangen. Er kommt gerade aus Stockholm, wo ihm der Nobelpreis für Literatur verliehen wurde. 42 Jahre lang war Albajara Professor für mittelalterliche Literatur an der Universität Berkeley in Kalifornien und wechselte seine Lehrtätigkeit mit seiner Schriftstellerei ab, die ihm weltweiten Ruhm einbrachte. Doch leider ist der Grund für seine Rückkehr eigentlich ein trauriger: Er ist unheilbar krank. In seiner Heimatstadt geht er auf Spurensuche nach allem, was er in seiner Jugend hinter sich ließ, als er 1937 während des Bürgerkrieges ins Exil musste und in Mexiko und den USA zu einem bekannten Buchautor avancierte. Dabei trifft er auf seine Vergangenheit, wie etwa seinen alten Freund Roxiu, mit dem er einst in der lokalen Fußballmannschaft spielte. Auch kommt Antonio wieder mit Elena zusammen – seiner ersten Liebe, die zugleich seine große Liebe war.

## Preise
- Oscar als bester fremdsprachiger Film (1982)
- Prize of the Ecumenical Jury beim Montreal Film Festival (1982)